# Bahnhof Frankenstein (Pfalz)
Der Bahnhof Frankenstein (Pfalz) ist eine Station in der rheinland-pfälzischen Ortsgemeinde Frankenstein (Pfalz). Er ist betrieblich nur noch ein Haltepunkt und hat zwei Bahnsteiggleise. Der Haltepunkt liegt an der Bahnstrecke Mannheim–Saarbrücken, die im Wesentlichen aus der Pfälzischen Ludwigsbahn Ludwigshafen–Bexbach hervorging. Eröffnet wurde er am 2. Dezember 1848, als der Ludwigsbahn-Abschnitt Kaiserslautern–Frankenstein in Betrieb ging. Am 25. August des Folgejahres folgte der Lückenschluss nach Neustadt, sodass die Ludwigsbahn die volle Länge hatte. Seit Dezember 2003 ist der Haltepunkt Teil der Linien S1 und S2 der S-Bahn RheinNeckar. Sein Empfangsgebäude steht unter Denkmalschutz.

## Lage
Der Haltepunkt befindet sich am nordwestlichen Ortsrand von Frankenstein (Pfalz). Seine Anschrift lautet Hauptstraße 9. Unmittelbar parallel zur Bahnstrecke verlaufen in diesem Bereich die Bundesstraße 37 und der Hochspeyerbach. Wenige hundert Meter östlich davon liegt der Schloßberg der Burg Frankenstein, den die Strecke im Schlossberg-Tunnel unterquert. Nördlich des Bahnhofs schließt sich der Weiler Diemerstein mit dem Diemersteiner Tal an. Im westlichen Bahnhofsbereich mündet der Glasbach in den Hochspeyerbach.

## Geschichte

### Planung, Bau und Eröffnung
Ursprünglich war geplant, innerhalb der Pfalz (Bayern) eine Bahnstrecke in Nord-Süd-Richtung in Betrieb zu nehmen, die mit der von Baden projektierten Strecke Mannheim–Basel konkurrieren sollte. Zur selben Zeit hatten Industrielle aus der Pfalz, wie der Rheinkreis ab den 1830er Jahren auch genannt wurde, ein Interesse daran, für die Gruben im Einzugsgebiet von Bexbach den Transport von Kohle an den Rhein zu erleichtern. Eine Streckenführung über Kaiserslautern und damit über Frankenstein stand bereits während der Planungszeit fest. Für Frankenstein war im Gegensatz zum größeren benachbarten Hochspeyer von Anfang an ein Bahnhof vorgesehen. Dabei spielten die Interessen von Paul Camille Denis, dem Erbauer der Ludwigsbahn, eine große Rolle. So war dieser zum einen mit dem im Ort wohnhaften Carl Adolph Ritter befreundet. Darüber hinaus ließ Denis sich zeitweise selbst vor Ort nieder, erwarb die Burg Diemerstein und ließ sich in unmittelbarer Nähe eine Villa, die sogenannte Villa Denis bauen. Am 21. Dezember 1837 erteilte der bayerische König Ludwig I. für den Bau einer Magistrale in Ost-West-Richtung von der Rheinschanze nach Bexbach grünes Licht.
Der Streckenabschnitt Ludwigshafen–Neustadt wurde am 11. Juni 1847 eröffnet. Als besonders aufwändig erwies sich die Durchquerung des Pfälzerwaldes zwischen Kaiserslautern und Neustadt, weshalb nach Eröffnung der Teilstrecke Ludwigshafen (ehemals Rheinschanze)–Neustadt am 11. Juni 1847 die Bahn nicht kontinuierlich nach Westen weitergebaut wurde. So bestand im Abschnitt Homburg–Kaiserslautern zu diesem Zeitpunkt bereits der Unterbau, während bis Frankenstein erst die Erddämme weitgehend fertiggestellt waren. Der Abschnitt Homburg–Kaiserslautern wurde am 2. Juli 1848 eröffnet. Am 2. Dezember erfolgte die Durchbindung des Abschnitts bis nach Frankenstein. Das Empfangsgebäude war bereits am 16. November fertig gestellt worden. Die Bahnhofsuhr existierte bereits seit 3. November. Am 6. Juni des Folgejahres wurde in westlicher Richtung Bexbach erreicht. Vor allem die Fertigstellung des Streckenabschnitts Neustadt–Frankenstein verzögerte sich durch den für den Bahnbau erforderlichen Grunderwerb und aufgrund der schwierigen Topografie. So mussten, bedingt durch Hügel und Ausläufer verschiedener Berge insgesamt zehn Tunnel gebaut werden. Die durchgehende Eröffnung fand schließlich am 25. August 1849 statt.

### Weitere Entwicklung

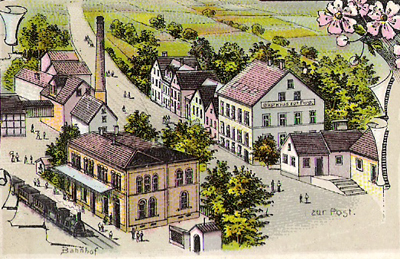
Bahnhof Frankenstein im Jahr 1900

Anfang des 20. Jahrhunderts erhielt der Bahnhof wie alle in der Pfalz Bahnsteigsperren. Während dieser Zeit wurde der Bahnhof von der Betriebs- und Bauinspektion Neustadt a Hardt verwaltet und gehörte zum Zuständigkeitsbereich der Bahnmeisterei Lambrecht. 1922 wurde der Bahnhof in die neu gegründete Reichsbahndirektion Ludwigshafen eingegliedert. Ein Jahr später wurden die am Bahnhof beschäftigten Eisenbahner im Zuge des von Frankreich durchgeführten, bis 1924 dauernden Regiebetriebs ausgewiesen. Danach kehrten sie zurück.
Mit der Auflösung der Ludwigshafener Direktion wechselte der Bahnhof am 1. April 1937 in den Zuständigkeitsbereich der Direktion Mainz und des Betriebsamtes (RBA) Neustadt. Die französische Besatzungsmacht ordnete nach dem Zweiten Weltkrieg alle Bahnanlagen im nördlichen Teil ihrer Besatzungszone der Eisenbahndirektion Mainz zu. Dazu gehörte auch der Bahnhof Frankenstein.
Da die aus der Ludwigsbahn hervorgegangene Magistrale von Mannheim nach Saarbrücken schon immer eine große Bedeutung für den Fernverkehr hatte, wurde sie ab 1960 schrittweise elektrifiziert. Ab 8. März 1960 konnte auf dem Abschnitt Saarbrücken–Homburg elektrisch gefahren werden. Der Abschnitt Homburg–Kaiserslautern folgte am 18. Mai 1961. Die Elektrifizierung des restlichen Abschnitts verzögerte sich vor allem aufgrund der zahlreichen Tunnel, die zwischen Kaiserslautern und Neustadt aufgeweitet werden mussten. 1962 standen im Bahnhof bereits die Masten samt Querverspannung, während der Fahrdraht noch nicht eingezogen war. Im östlichen Bahnhofsbereich entstand eine Weichenverbindung, da im unmittelbar anschließenden Schlossberg-Tunnel während der Elektrifizierungsarbeiten ausschließlich das südliche Streckengleis befahrbar war. Ab 12. März 1964 war die Strecke auf gesamter Länge mit dem Frankensteiner Bahnhof elektrisch befahrbar. Im gleichen Jahr wurde der Bahnhof zu einer Haltestelle herabgestuft.

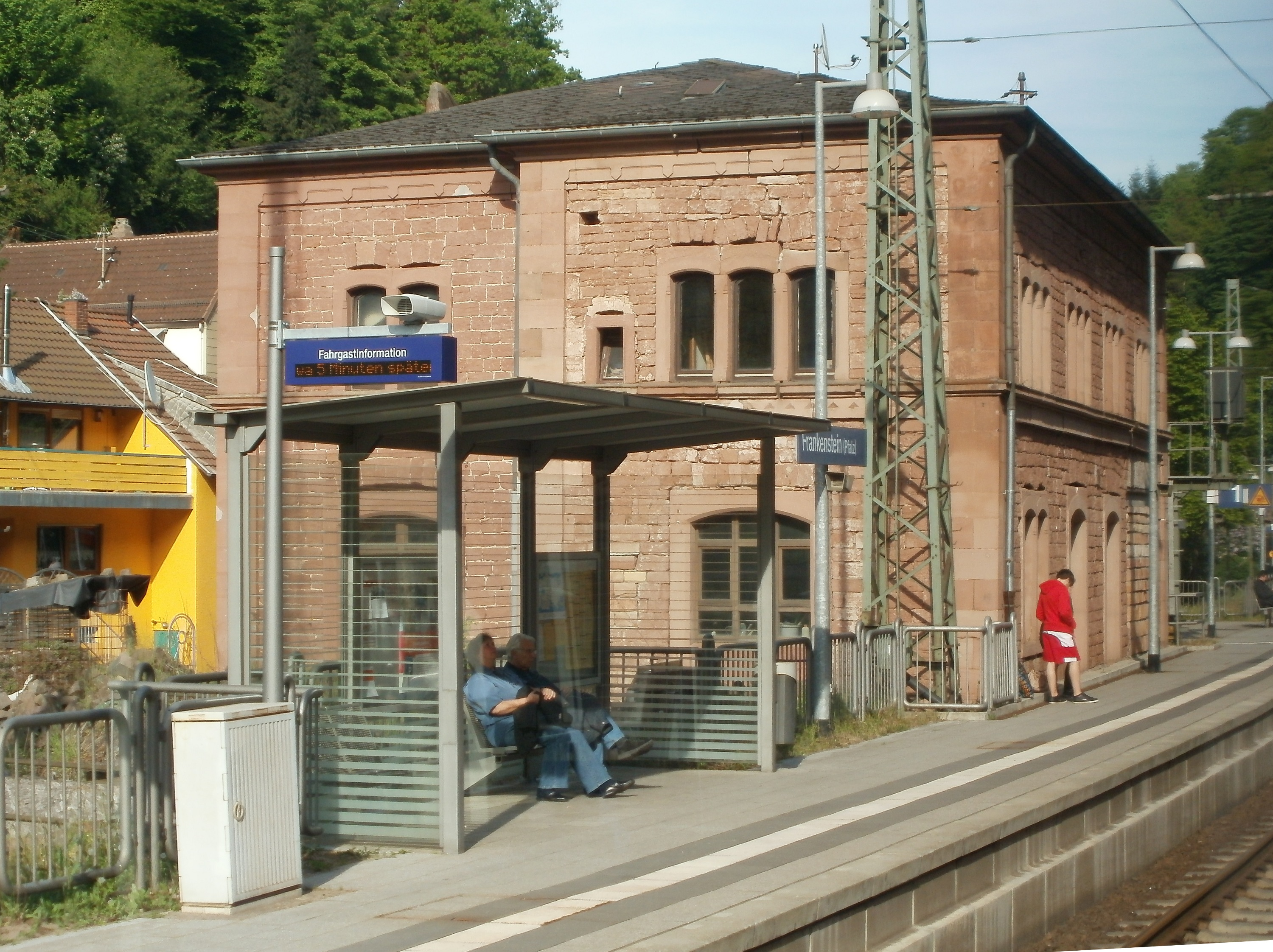
Bahnsteig für Züge in Richtung Kaiserslautern, im Hintergrund das frühere Empfangsgebäude 2011

Mit der schrittweisen Auflösung der Bundesbahndirektion Mainz in den Jahren 1971/72 fiel die Zuständigkeit für den Bahnhof zum 1. Juni 1971 an die Bundesbahndirektion Karlsruhe. Die neue Direktionsgrenze lag bei Streckenkilometer 56,35, westlich des Bahnhofs.
Seit 1996 ist der Bahnhof Bestandteil des Verkehrsverbundes Rhein-Neckar (VRN). Von 2000 bis 2006 gehörte er zusätzlich zum Westpfalz-Verkehrsverbund (WVV). Mit der Aufgabe des Güterverkehrs wurde der Bahnhof als Haltepunkt zurückgebaut. 2003 erfolgte mit der Integration der Bahnstrecke Mannheim–Saarbrücken bis Kaiserslautern in das Netz der S-Bahn RheinNeckar der behindertengerechte Ausbau der Bahnsteige im Auftrag der DB Station&Service durch das Unternehmen Wieland & Schultz GmbH. Die Eröffnung der S-Bahn, in deren System der Bahnhof seither integriert ist, fand am 14. Dezember 2003 statt.

## Bauwerke

### Empfangsgebäude

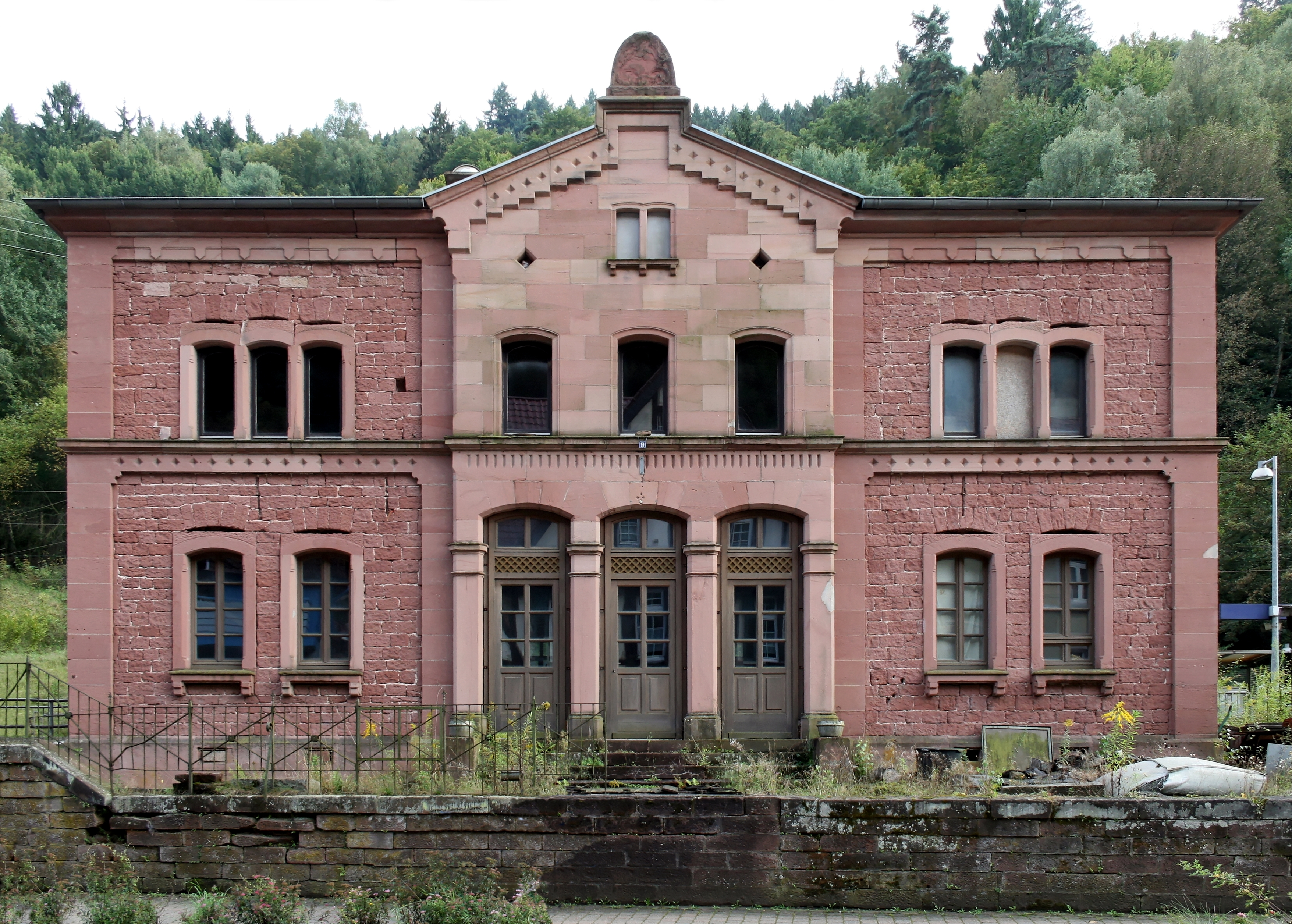
Empfangsgebäude von der Straßenseite aus gesehen

Das Empfangsgebäude entstand während der Zeit des Streckenbaus im italienisierenden Baustil wie viele – teilweise inzwischen ersetzte – Empfangsgebäude an der damaligen Ludwigsbahn. Von seiner Bauweise her ähnelt es einem Schloss. Im Hinblick auf die Größe Frankensteins fiel es architektonisch sehr anspruchsvoll aus, was darauf zurückzuführen ist, dass sich Denis zeitweise vor Ort niedergelassen hatte. Im Kontrast dazu waren die Empfangsgebäude der Bahnhöfe Kaiserslautern und Neustadt seinerzeit nur aus Holz.
Es handelt sich um einen zweieinhalbgeschossigen, mit Schiefern gedeckten Walmdachbau mit Eigenschaften des Spätklassizismus unter anderem mit einem Giebelrisalit. Lange Zeit war das Gebäude verputzt und hatte eine zwischenzeitlich demontierte Überdachung für den Hausbahnsteig. Eine solche wurde in den 2010er Jahren wiederhergestellt. Für den Bahnbetrieb hat das Gebäude keine Bedeutung mehr und derzeit keinen neuen Verwendungszweck. Ein öffentlicher Zugang existiert inzwischen nicht mehr.

### Anlagen und weitere Bauten

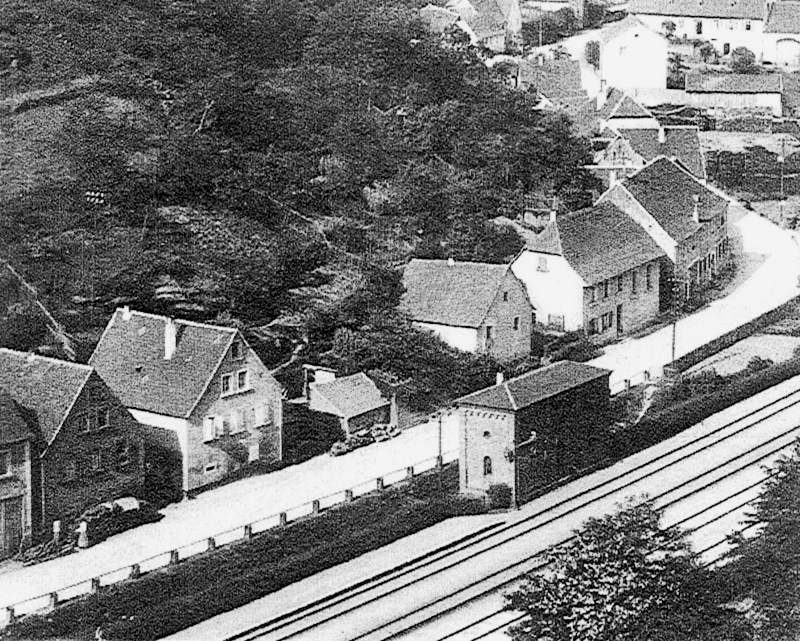
Ostbereich des Bahnhof Frankenstein mit Stellwerk im Jahr 1899

Neben den beiden Durchgangsgleisen existierte im nördlichen Bahnhofsbereich ein Stumpfgleis und im südlichen Teil ein weiteres Gütergleis. Im östlichen Bahnhofsbereich befand sich auf der Nordseite der Gleisanlagen ein Stellwerk. Inzwischen wurden die Anlagen zurückgebaut und der Bahnhof wurde als Haltepunkt zurückgestuft. Reste des nördlichen Stumpfgleises sind allerdings noch vorhanden. Neben dem Hausbahnsteig existierte zwischen den beiden Streckengleisen ein Inselbahnsteig, der später durch einen Seitenbahnsteig am südlichen Bahnhofsende ersetzt wurde.

## Verkehr

### Personenverkehr

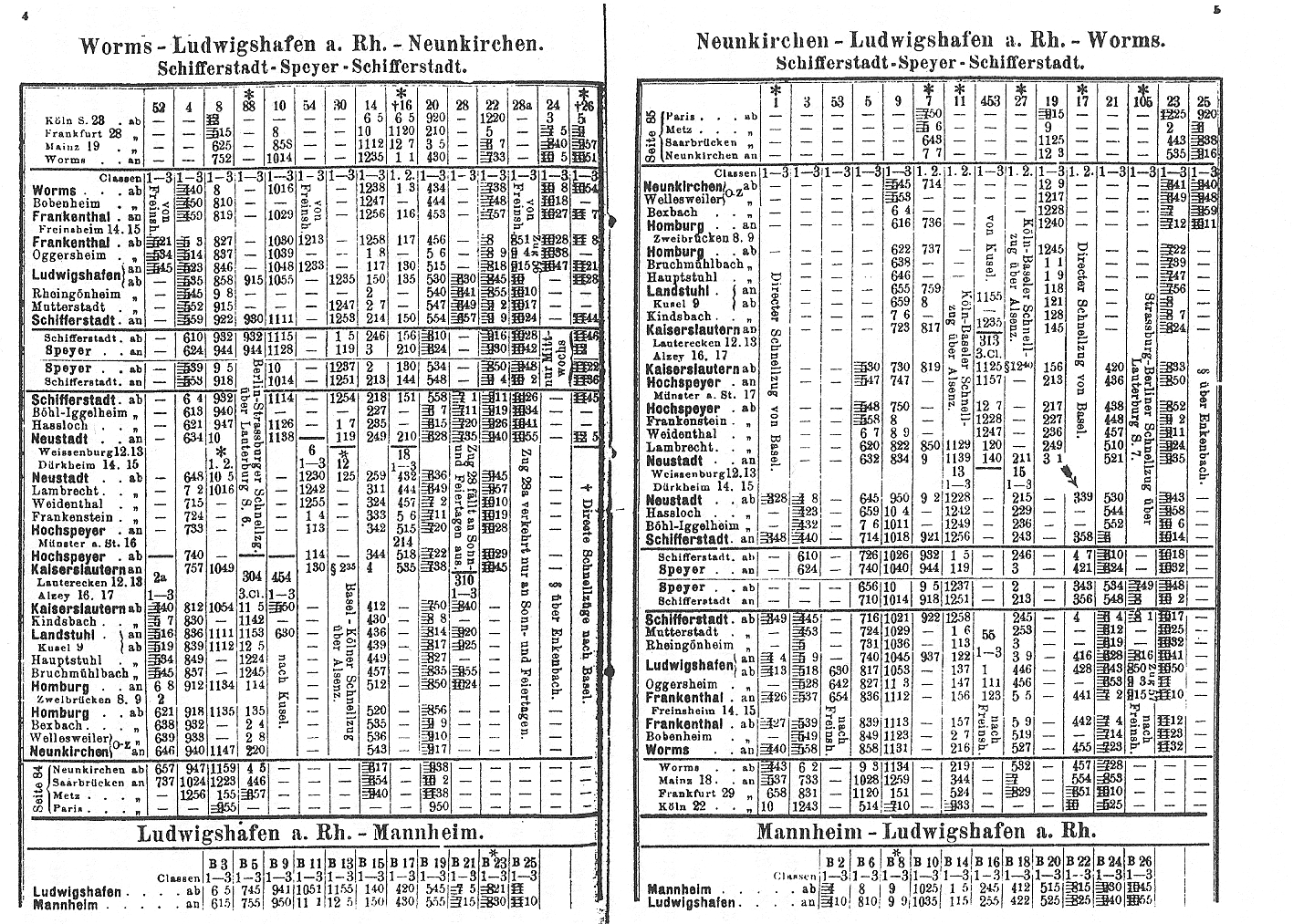
Fahrplan im Jahr 1884

Nach der Eröffnung des Abschnitts Kaiserslautern–Frankenstein im Dezember 1848 verkehrten zunächst insgesamt drei Zugpaare bis Homburg. 1865 fuhren drei Zugpaare der Relation Worms–Neunkirchen. 1871 dauerte die Fahrzeit von Personenzügen vom Bahnhof Frankenstein bis Kaiserslautern zwischen 27 und 31 Minuten, bis Neustadt benötigten sie bis zu 40 Minuten. Die Nahverkehrszüge fuhren im Jahr 1884 primär in der Relation Neunkirchen–Worms. Zusätzlich gab es Züge, die ausschließlich Teilabschnitte wie Neustadt–Kaiserslautern und Kaiserslautern–Worms befuhren. Manche hielten nicht an allen Unterwegsbahnhöfen, ebenso wurde Frankenstein nicht von allen Nahverkehrszügen angefahren.
Die Züge auf der Alsenztalbahn fuhren im Sommer 1914 auf der Relation Bad Münster–Neustadt, machten im Bahnhof Hochspeyer „Kopf“ und hielten auch in Frankenstein. Während des Ersten Weltkriegs und der Zwischenkriegszeit beschränkte sich der Nahverkehr weitgehend auf die Relation Neustadt–Kaiserslautern. Mitten im Zweiten Weltkrieg befuhren entlang der Bahnstrecke Mannheim–Saarbrücken die meisten Nahverkehrszüge ausschließlich Teilabschnitte. In westlicher Richtung gelangten sie in der Regel maximal bis Homburg. In der Nachkriegszeit war der Verkehr größtenteils erneut auf den Abschnitt Neustadt–Kaiserslautern beschränkt. Ab 1991 verkehrten Züge der Relation Trier–Offenburg, die östlich von Kaiserslautern überall und somit auch in Frankenstein hielten. Einige Jahre später kamen Züge der Relation Homburg–Neckarelz–Osterburken beziehungsweise –Heilbronn hinzu. Ab 2001 fuhren die Züge, die bislang bis Offenburg verkehrten, größtenteils ausschließlich bis Karlsruhe.
2014 hielten die Züge „Rheintal-Express“ und „Weinstraßen-Express“, die von Mai bis Oktober an Sonn- und Feiertagen auf der Relation Koblenz–Bingen–Bad Kreuznach–Rockenhausen–Neustadt–Wissembourg beziehungsweise -Karlsruhe verkehrten, auch in Frankenstein. Der Bahnhof liegt im Gebiet des Verkehrsverbundes Rhein-Neckar (VRN) und gehört zur Tarifzone 990.
| Linie | Verlauf | Takt                       |
| ----- | --- | -------------------------- |
| S 1   | Homburg (Saar) Hbf – Bruchmühlbach-Miesau – Hauptstuhl – Landstuhl – Kindsbach – Einsiedlerhof – Vogelweh – Kennelgarten – Kaiserslautern Hbf – Hochspeyer – Frankenstein (Pfalz) – Weidenthal – Neidenfels – Lambrecht (Pfalz) – Neustadt (Weinstr) Hbf – Neustadt (Weinstr)-Böbig – Haßloch (Pfalz) – Böhl-Iggelheim – Schifferstadt – Limburgerhof – (Ludwigshafen-Rheingönheim – Ludwigshafen-Mundenheim –) (einzelne Züge) Ludwigshafen (Rhein) Hbf – Ludwigshafen (Rhein) Mitte – Mannheim Hbf – Mannheim ARENA/Maimarkt – Mannheim-Seckenheim – Mannheim-Friedrichsfeld Süd – Heidelberg-Pfaffengrund/Wieblingen – Heidelberg Hbf – Heidelberg-Weststadt/Südstadt – Heidelberg-Altstadt – Heidelberg-Schlierbach/Ziegelhausen – Heidelberg Orthopädie – Neckargemünd – Neckargemünd Altstadt – Neckarsteinach – Neckarhausen (b Neckarsteinach) – Hirschhorn (Neckar) – Eberbach – Lindach – Zwingenberg (Baden) – Neckargerach – Binau – Mosbach‐Neckarelz – Mosbach West – Mosbach (Baden) – Neckarburken – Dallau – Auerbach (b Mosbach) – Oberschefflenz – Eicholzheim – Seckach – Zimmern bei Seckach – Adelsheim Nord – Osterburken Stand: Fahrplanwechsel Dezember 2021 | 60 min                     |
| S 2   | Kaiserslautern Hbf – Hochspeyer – Frankenstein (Pfalz) – Weidenthal – Neidenfels – Lambrecht (Pfalz) – Neustadt (Weinstr) Hbf – Neustadt (Weinstr)-Böbig – Haßloch (Pfalz) – Böhl-Iggelheim – Schifferstadt – Limburgerhof – Ludwigshafen-Rheingönheim – Ludwigshafen-Mundenheim – Ludwigshafen (Rhein) Hbf – Ludwigshafen (Rhein) Mitte – Mannheim Hbf – Mannheim ARENA/Maimarkt – Mannheim-Seckenheim – Mannheim-Friedrichsfeld Süd – Heidelberg-Pfaffengrund/Wieblingen – Heidelberg Hbf – Heidelberg-Weststadt/Südstadt – Heidelberg-Altstadt – Heidelberg-Schlierbach/Ziegelhausen – Heidelberg Orthopädie – Neckargemünd – Neckargemünd Altstadt – Neckarsteinach – Neckarhausen (b Neckarsteinach) – Hirschhorn (Neckar) – Eberbach – Lindach – Zwingenberg (Baden) – Neckargerach – Binau – Mosbach‐Neckarelz – Mosbach West – Mosbach (Baden) Stand: Fahrplanwechsel Dezember 2021 | 60 min                     |
| S 44  | Homburg (Saar) Hbf – Bruchmühlbach-Miesau – Hauptstuhl – Landstuhl – Kindsbach – Einsiedlerhof – Vogelweh – Kennelgarten – Kaiserslautern Hbf – Hochspeyer – Frankenstein (Pfalz) – Weidenthal – Neidenfels – Lambrecht (Pfalz) – Neustadt (Weinstr) Hbf – Neustadt (Weinstr)-Böbig – Haßloch (Pfalz) – Böhl-Iggelheim) – Schifferstadt – Limburgerhof – Ludwigshafen-Rheingönheim – Ludwigshafen-Mundenheim – Ludwigshafen (Rhein) Hbf – Ludwigshafen (Rhein) BASF Süd – Ludwigshafen (Rhein) BASF Mitte – Ludwigshafen (Rhein) BASF Nord Stand: Fahrplanwechsel Dezember 2021 | einzelne Züge (wochentags) |

### Güterverkehr

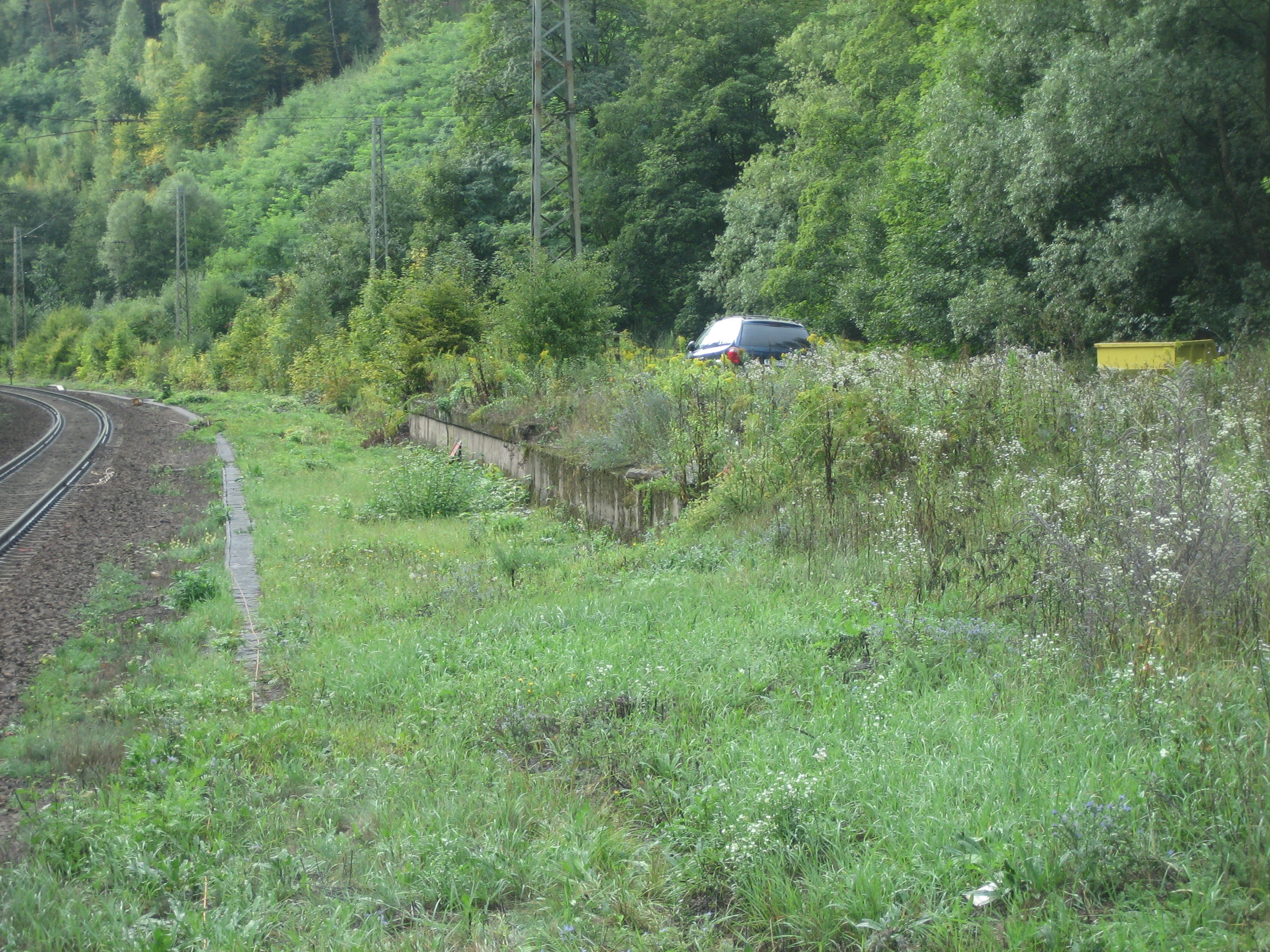
Ehemalige Laderampe am Bahnhof mit Gleisresten

Wie alle Bahnhöfe entlang der damaligen Ludwigsbahn verfügte der Bahnhof über eine Güterabfertigung. 1871 hielten dort die normalen Güterzüge auf der Ludwigsbahn in den Relationen Kaiserslautern–Mainz, Homburg–Frankenthal. Ludwigshafen–Neunkirchen, Worms–Homburg zwischen drei und fünf Minuten. Hinzu kam ein Steinzug der Relation Kaiserslautern–Ludwigshafen, der sich am Bahnhof insgesamt 20 Minuten aufhielt. Im Dienstbuch für das Personal befand sich folgende Bemerkung: „Steinzug 41 hat die am Katharinenwoog geladenen Steinwagen in folgender Weise mitzunehmen: Die Maschine fährt vom Bahnhof Frankenstein im Süd-Geleise nach dem Bruch und bringt in demselben Geleise die geladenen Wagen nach dem Bahnhof Frankenstein, um sie dem Steinzug anzuschließen. Wenn Personenzug 6 dem Steinzug nicht auf der Strecke begegnet ist, muss ersterer vor dem Steinbruch Weidenthal anhalten, bis Steinzug abgefahren ist.“ Kohlenzüge hielten sich am Bahnhof zwischen drei und vier Minuten auf. Ab den 1980er Jahren bedienten Übergabezüge den Bahnhof, der zu dieser Zeit keinen eigenen Gütertarifpunkt mehr bildete. Seine Bedienung fand vom Neustadter Hauptbahnhof statt, als dessen Satellit er fungierte. Inzwischen wurde der Güterverkehr eingestellt.

## Zwischenfälle
- Am 28. Oktober 1863 traf ein leerer Güterzug im Bahnhof ein. An seinem Ende hing ein Packwagen, in dem 50 Arbeiter untergebracht waren. Der Lokführer wollte für seine Lokomotive Wasser fassen. Nachdem dies vollbracht war, fuhr er den Zug an. Aus derselben Richtung kam ein Personenzug, der den Packwagen rammte, wodurch sieben Todesopfer zu beklagen waren.[47]